# Whist românesc
Whist-ul românesc este o variantă a whist-ului similară jocului anglo-american Oh Hell, fiind popular în România unde este cunoscut sub denumirea simplă de whist.
Se învață în circa 10 minute, dar pentru a deveni un jucător cu experiență e necesar mult mai mult timp. O partidă durează între 30 și 60 minute, în variantele online timpul reducându-se la jumătate.

## Regulile jocului
Whistul românesc este un joc pentru 3-6 jucători, ideal pentru 4. Jucătorii nu se asociază, jucând individual.
Dintr-un pachet standard de cărți se folosește un număr de cărți astfel încât să revină câte 8 cărți de jucător (24 pentru 3 jucători, 32 pentru 4 jucători și așa mai departe până la 48 pentru 6 jucători). Cărțile eliminate sunt cele mai mici din pachet începând cu 2, 3 , etc.
Pentru 6 jucători se joacă cu 48 de cărți. Cel care imparte cartile , va deveni ,, mâna moartă “ si nu va participa la joc . 
Rangul cărților este următorul, începând cu cea mai mare: A, K, Q, J, 10, 9, și așa mai departe. Acestea nu au valoare la calcularea scorului, whistul fiind un joc exclusiv de levată.

### Distribuirea cărților
Primul dealer este ales prin tragere la sorți. Un jucător distribuie câte o carte tuturor jucătorilor și cel cu cartea cea mai mare devine primul dealer, apoi și ceilalți prin rotație în sensul acelor de ceasornic.
Numărul de cărți distribuite fiecărui jucător variază de-a lungul partidei. Se începe cu un joc în care se distribuie o singură carte și se continuă tot așa până când toți jucătorii au fost dealeri o dată, distribuind numai câte o carte.
După aceasta numărul cărților date crește cu câte una la fiecare nouă distribuire până când se ajunge la opt cărți distribuite pentru fiecare jucător. Urmează ca toți jucătorii, când le vine rândul să distribuie, o dată, câte opt cărți. Apoi numărul de cărți începe să descrească cu una la fiecare nouă distribuire până când se ajunge la o carte distribuită. Acum toți jucătorii fac câte o distribuire de câte o carte.
Exemplu: Cu patru jucători întreaga partidă constă în 24 de distribuiri, iar numărul de cărți distribuite în fiecare tur va fi după cum urmează:
1, 1, 1, 1, 2, 3, 4, 5, 6, 7, 8, 8, 8, 8, 7, 6, 5, 4, 3, 2, 1, 1, 1, 1.
După ce cărțile au fost impărțite, următoarea carte este pusă cu fața în sus; culoarea acesteia va fi culoarea atuului. În jocurile cu  8 cărți nu mai există carte de pus cu fața în sus; aceste jocuri se joacă fară atu.

### Licitația
Fiecare jucător, în ordine, începând cu jucătorul din stânga dealer-ului, anunță câte levate crede că va face. Toate anunțurile sunt definitive și nu se mai poate reveni asupra lor.
Pentru ca nu toți jucătorii să-și poată îndeplini anunțul, suma tuturor anunțurilor nu poate fi egală cu numărul cărților distribuite fiecărui jucător în jocul respectiv. (Exemplu: tur cu șase cărți, trei jucători: primul jucător anunță "3", următorul "1". Ultimul jucător nu poate anunța "2", căci suma anunțurilor ar fi egală cu 6. În acest caz, ultimul jucător poate anunța numai 0, 1, 3, 4, 5 sau 6.
Această regulă pune ultimul licitator (dealer-ul) în dezavantaj, în special la tururile de o carte. Pentru a atenua acest dezavantaj, la începutul și sfârșitul partidei se efectuează o serie de jocuri de o carte, egală cu numărul de jucători.

### Jocul de levată
Jucătorul din stânga dealer-ului joacă prima carte (atacă). Următorii jucători vor juca obligatoriu o carte din aceeași culoare dacă este posibil. Orice jucător care nu are cărți din culoarea atacată trebuie să joace un atu dacă e posibil. Un jucător care nu are cărți în culoarea de atac și nici atuuri poate defosa orice carte. Levata, constituită după ce toți jucătorii au contribuit cu câte o carte, este câștigată de către jucătorul care a pus cel mai mare atu, sau dacă nu s-a jucat atu, de jucătorul care a pus cea mai mare carte în culoarea de atac. Câștigătorul levatei atacă pentru următoarea levată.
Obiectivul este de a câștiga exact numărul de levate licitate.

### Scorul
Mâna se termină când toate cărțile au fost jucate.
- Jucătorul care și-a realizat contractul (exact) primește 5 puncte plus un număr de puncte egal cu numărul levatelor pe care le-a făcut.
- Jucătorul care a realizat mai puține levate decât a licitat primește un punct penalizare pentru fiecare levată în minus.
- Jucătorul care realizează mai multe levate decât a licitat primește un punct penalizare pentru fiecare levată în plus.

Exemplu: Să presupunem că ai licitat 3 levate. Dacă faci exact 3 levate primești 8 puncte (5+3). Dacă faci numai două levate pierzi un punct; la fel dacă faci 4 levate. Dacă faci 1 sau 5 levate pierzi două puncte.Dacă nu faci nici o levată sau faci 6, pierzi 3 puncte.
O tabelă de scor arată asa:
```
        Adrian      Mihai     Paul
--------------------------------------
  1     1   6      0   5      1  -1
  1     0  11      0  10      0  -2
  1     1  10      1  16      0   3
--------------------------------------
  2     0  15      2  14      2  10    
  3     1  14      0  19      1  16 
și așa mai departe.
```

Numărul de cărți distribuite în fiecare tur este notat în prima coloană din stânga. Următoarele coloane sunt folosite pentru a înregistra licitatiile și scorurile cumulative ale fiecărui jucător. În exemplul de mai sus, în primul joc s-a distribuit câte o carte. Adrian a licitat o levată și a realizat-o primind 5+1=6 puncte; Mihai a licitat 0 levate și nu a luat nici o levată: 5+0=5 puncte; Paul a fost silit să liciteze o levată și nu a putut să o realizeze: -1 punct. Mâna a cincea a fost o mâna de 3 cărți. Adrian a licitat o levată și a făcut două (-1 punct), lui Mihai i-a fost interzis să liciteze 1, a licitat 0 și nu a realizat nici o levată (5+0=5 puncte), Paul a licitat 1 levată și a făcut-o (5+1=6 puncte).

## Variante
- În ultimele (și uneori și în primele) jocuri de o carte jucătorii nu-și tin cartea ascunsă, ci o expun pe frunte, astfel încât să fie văzută de ceilalti. Astfel fiecare jucător poate vedea cărțile adversarilor, mai putin pe a sa. În acest fel el are mai multe șanse de a ghici câte levate poate să facă vazând mai multe cărți și tinând cont și de licitațiile adversarilor.
- Bonusuri: Dacă un jucător câștigă 10 jocuri consecutive, i se adaugă 30 de puncte la total sau dacă câștigă în mod consecutiv un număr de jocuri egal cu numărul jucătorilor plus 1 este premiat cu 10 puncte. Același număr de puncte i se scad dacă nu-și realizează contractele tot de atâtea ori. Jocurile de o carte nu se numară la acordarea bonusurilor. În altă variantă bonusurile sunt anulate dacă s-a licitat 0 în două jocuri consecutive. Se aplică această regulă pentru a stimula licitatiile ridicate.
- 0 Final: Dacă un jucător are exact 0 puncte la terminarea partidei este declarat câștigătorul acesteia. (Această variantă se joacă, dar nu este recomandată pentru că ruinează jocurile spre final, unii jucători încercând mai degrabă să piardă decât să câștige).
- Partida de la 8 la 8: Mâinile de 8 cărți  sunt distribuite primele, apoi se reduce numărul până la unu după care se crește iar până la 8 cărți. Numărul jocurilor de 8 cărți de la început și de sfârșit, ca și numărul jocurilor de o carte din mijlocul partidei este egal cu numărul jucătorilor. De exemplu pentru patru jucători jocurie vor avea un număr de cărți conform schemei: 8-8-8-8-7-6-5-4-3-2-1-1-1-1-2-3-4-5-6-7-8-8-8-8. Aceste se numesc jocuri 8-1-8, în opozitie cu jocurile 1-8-1. La aceste jocuri nu se aplică varianta de câștigare cu 0 puncte în final.
- Scor progresiv: Pentru a descuraja licitațiile joase se aplică un sistem de scor în care se acordă cele 5 puncte pentru realizarea contractului, iar punctele acordate pentru levatele realizate cresc progresiv cu câte un punct pentru fiecare levată. Astfel, considerând că v-ați realizat contractele, dacă ați licitat 0 primiți 5 puncte, dacă ați licitat 1 primiți 5+1=6 puncte, dacă ați licitat 2 primiți 5+1+2=8 puncte, dacă ați licitat 3 primiți 5+1+2+3=11 puncte, și așa mai departe.
- Licitatiile înalte sunt încurajate și prin anularea primei de 5 puncte de realizare a contractului.
- Jocuri “0” și “NV”: În caz de egalitate la sfârșitul partidei (sau pur și simplu de plăcere) se joacă un număr de mâini (nu mai multe decât numărul jucătorilor), în care se distribuie câte 8 cărți, toți jucătorii fiind obligati să liciteze 0. Altă solutie este de juca o mână aditională de 8 cărți la care se liciteaza “în orb”, adică fără a vedea cărțile. În tabela de scor aceste jocuri vor fi marcate cu “0” respectiv “NV” în coloana din stânga.